# 산난시
산난시(티베트어: ལྷོ་ཁ་གྲོང་ཁྱེར། 로카, 중국어: 山南市, 병음: Shānnán Shì)는 티베트 자치구에 있는 지급시이다. '산난'은 티베트 명의 '로카'를 의역한 명칭이다.
자치구의 중앙부에 있어, 티베트의 전통적인 지리 구분에서는 이 지구의 북부에 인접하는 라싸 시를 구성하는 여러 현과 함께 워 지방을 구성해, 그 거주자를 「워파 (dbus pa) 」라고 칭한다.
2016년 2월, 산난 지구(山南地區)에서 산난 시로 승격되었다.

## 지리
티베트고원 동남부, 야룬트포 강 중상류에 있으며, 서쪽은 시가체 지구, 북쪽은 라싸 시, 동쪽은 닝치 지구와 접하며, 남쪽은 인도, 부탄과 국경을 접한다. 지구의 초나 현(춰나 현), 룬쩨 현(룽쯔 현)의 남부는 닝치 지구의 메도그 현(모퉈 현), 짜위 현(차위 현)과 함께 인도와 국경 분쟁 지역이며 명목상 이러한 여러 남부 지방 영역에서, 인도가 실효 지배하는 맥마혼 라인 이남의 부분은 인도의 아루나찰프라데시 주 영역이다.

## 역사
토번 왕조가 티베트 통일에 착수하기 시작한 6세기 후반부터 7세기에 걸치고 본거지를 둔 지역에서, 그 거점 윰브라칸 궁전이 사적으로서 있다(현존하는 건물은 문화대혁명으로 파괴된 후에 재건된 것이다).

## 행정 구역
1개 시할구, 11개 현을 관할한다.

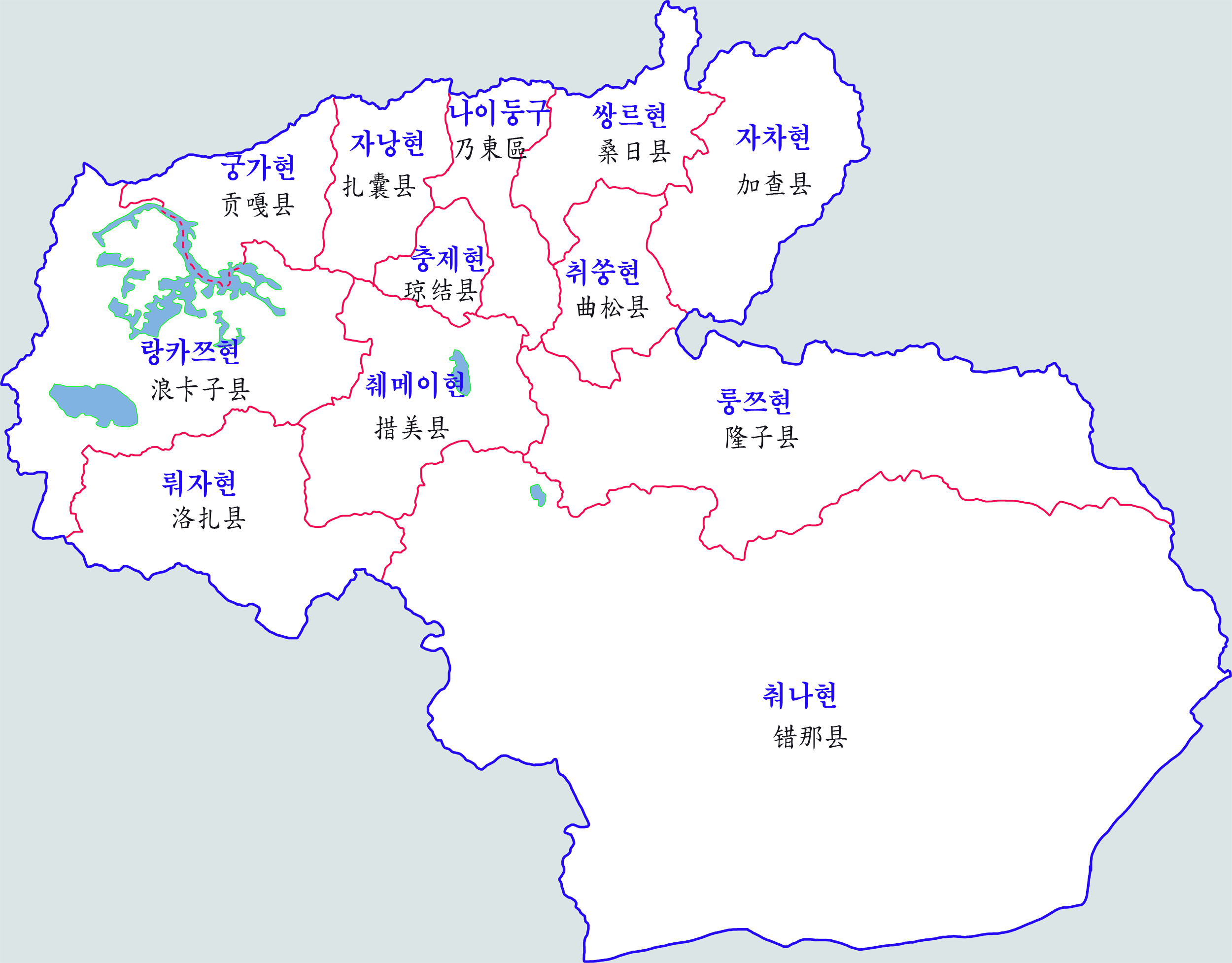
산난 시의 행정구역 (이 지도는 인도의 영토인 아루나찰프라데시의 일부를 포함한다)

- 나이둥 구(네둥 구)(티베트어: སྣེ་གདོང་ཆུས།, 중국어: 乃東區)
- 랑카쯔 현(나가르체 현)(티베트어: སྣ་དཀར་རྩེ་རྫོང་, 중국어: 浪卡子県)
- 궁가 현(콩가르 현)(티베트어: རྫ་ཡུལ་རྫོང་, 중국어: 貢嘎県)
- 자낭 현(차낭 현)(티베트어: གྲ་ནང་རྫོང་, 중국어: 扎嚢県)
- 충제 현(총갸이 현)(티베트어: འཕྱོངས་རྒྱས་རྫོང་, 중국어: 瓊結県)
- 춰메이 현(초마이 현)(티베트어: མཚོ་སམད་རྫོང་, 중국어: 措美県)
- 뤄자 현(로자그 현)(티베트어: ལྷོ་བྲག་རྫོང་, 중국어: 洛扎県)
- 쌍르 현(쌍리 현)(티베트어: ཟངས་རི་རྫོང་, 중국어: 桑日県)
- 취쑹 현(추쑴 현)(티베트어: ཆུ་གསུམ་རྫོང་, 중국어: 曲松県)
- 룽쯔 현(룬체 현)(티베트어: ལྷུན་རྩེ་རྫོང་, 중국어: 隆子県)
- 춰나 현(초나 현)(티베트어: མཚོ་སྣ་རྫོང་, 중국어: 錯那県)
- 자차 현(갸차 현)(티베트어: རྒྱ་ཚ་རྫོང་, 중국어: 加査県)